# Южный (Новопокровский район)
Южный — посёлок в Новопокровском районе Краснодарского края России. Входит в состав Кубанского сельского поселения.

## География
Находится в северо-восточной части Краснодарского края.

### Улицы
- ул. Заречная,
- ул. Новая,
- ул. Пролетарская,
- ул. Широкая,
- ул. Шоссейная.

## Население
| 2002 | 2010 |
| ---- | ---- |
| 484  | ↘318 |

## Инфраструктура
Личное подсобное хозяйство.
Основа экономики — сельское хозяйство.
Основная общеобразовательная школа № 18 посёлка Южный.

## Транспорт
Посёлок доступен автотранспортом. 